# Alexander D'Hooghe
Alexander D'Hooghe (Vilvoorde, 1973) is een Belgisch hoogleraar gespecialiseerd in architectuur en urbanisatie.

## Biografie
Alexander D'Hooghe behaalde in 1996 de titel architect en burgerlijk ingenieur aan de Katholieke Universiteit Leuven. Nadien studeerde hij verder aan de Harvard Graduate Design School in de Verenigde Staten waar hij in 2001 de master-titel in Architecture in Urban Design verkreeg. In 2007 werd dit aangevuld met een doctoraat aan de Technische Universiteit Delft in Nederland. Vervolgens werd hij docent architectuur en urbanisatie aan het Massachusetts Institute of Technology in de Verenigde Staten. D'Hooghe is tevens medeoprichter van de Organization of Permanent Modernity, een architecten- en stedenbouwkundig bureau met kantoren in Boston en Brussel.
In 2008 was hij betrokken bij een grootschalig project om 400 km2 grond te winnen voor bewoning langs de kust van Zuid-Korea. Hij is ook betrokken bij urbanisatieprojecten in de Verenigde Staten, in Shenzhen in het zuiden van China, in IJsland en Nederland.
In september 2021 volgde hij Bart Verhaeghe op als voorzitter van de denktank Itinera.

### Intendant
In december 2015 werd D'Hooge door de Vlaamse regering aangesteld tot intendant voor - onder meer - de overkapping van de Antwerpse ring. Het sluitstuk tot het ontwarren van het mobiliteitsplan - met de Oosterweelverbinding - in en rond Antwerpen, een dossier dat al twee decennia aansleepte omwille van de discussies tussen de overheid en de actiegroepen die telkens met vertragende procedures voor de rechtbank  kwamen en het referendum over de Lange Wapperbrug, die in 2009 een negatief advies kreeg.
Op 15 maart 2017 kwam het tot een akkoord bij de betrokken partijen: de Vlaamse regering, de stad Antwerpen en de actiegroepen (Ademloos, Ringland en stRaten-generaal). Een akkoord dat in vier stappen het verkeersprobleem moet oplossen, zowel voor het plaatselijk als het doorgaand verkeer.
Bij de verschillende persmomenten werd intendant Alexander D'Hooge door alle betrokkenen geprezen voor zijn werk en inzet tot het verzoenen van de verschillende partijen, dat leidde tot het bekomen resultaat.
- Bibsys: 11027927
- Digitale Bibliotheek voor de Nederlandse Letteren: dhoo006
- Gemeinsame Normdatei: 131406663
- International Standard Name Identifier: 0000 0000 7873 593X
- Library of Congress Control Number: nr2007010031
- Nederlandse Thesaurus van Auteursnamen: 292988095
- Système universitaire de documentation: 151302537
- Virtual International Authority File: 33130228
- WorldCat: E39PBJpymYbvD8PQR3mKXKqfbd